# 티토크
티토크는 대한민국에서 최초로 실용화한 소셜 댓글 서비스이다.
티토크는 주식회사 픽플씨앤에스에 의해 개발되었다.
티토크는 2009년 9월 미국 TechCrunch50의 Demo Pit에서 FillThat이라는 이름으로 공개되었다.
티토크는 2010년 6월 스포츠동아에 베타서비스를 시작하면서 최초로 실용화를 하였다.
티토크는 KISA와 공동으로 스팸을 줄이기 위해 스팸을 수집, 분석하여 이에 대응하는 시스템을 구축하기로 계약을 체결했다.
티토크는 개인식별정보 없이 인구통계정보를 수집해 콘텐츠에 대한 통계자료를 얻을 수 있는 서비스를 시작하였다.
새누리당의 소셜 댓글 플랫폼으로 공식 채택되었다.
정치와 관련된 트위터 현황을 실시간으로 파악할 수 있는 소셜와칭 서비스를 출시하였다.
티토크를 설치하고 나서 주요 10개 매체에 달린 댓글수가 연간 3배에서 많게는 28배까지 늘어난 것으로 나타났다.